# Kommen
Kommen là một xã ở huyện Bernkastel-Wittlich, trong bang Rheinland-Pfalz, Xã Kommen có diện tích 2,82 km², dân số thời điểm ngày 31 tháng 12 năm 2006 là 286 người.